# Kamina Johnson-Smith
Kamina Johnson-Smith là một luật sư và chính trị gia người Jamaica. Thành viên của Đảng Lao động Jamaica, Johnson-Smith hiện là Bộ trưởng Bộ Ngoại giao và Ngoại thương trong nội các Holness thứ hai. Từ năm 2012, Johnson-Smith cũng là thành viên của Thượng viện.

## Cuộc sống cá nhân
Sinh ra ở St. Andrew, Jamaica, Johnson-Smith là một trong bốn người con của cựu nhà ngoại giao Anthony Johnson, và đã kết hôn. Bà nhận bằng Thạc sĩ Luật về Luật Thương mại của Trường Kinh tế Luân Đôn, Cử nhân Luật tại Đại học West Indies, Cave Hill và Cử nhân Nghệ thuật về Quan hệ Pháp và Quốc tế của Đại học West Indies, Mona.